# Abraham Tucker
Abraham Tucker (2 de septiembre de 1705-20 de noviembre de 1774) fue un filósofo nacido en Londres y educado en Oxford, escribió bajo el seudónimo de Edward Search un trabajo en siete volúmenes, The Light of Nature Pursued (1768-78). Es más una miscelánea que un tratado sistemático, pero contiene muchas reflexiones originales y agudas. Influyó mucho en William Paley y se cree que hay influido algo en Thomas Malthus.